# Rio Corumbá
Der Rio Corumbá im brasilianischen Bundesstaat Goiás ist ein rechter Zufluss des Rio Paranaíba und entwässert in das Paraná-Becken.

## Flusslauf
Der Rio Corumbá entspringt in der Serra dos Pireneus nordöstlich von Pirenópolis, nahe der Grenze zwischen Pirenópolis und Cocalzinho de Goiás auf 1200 m Höhe. Seinen östlichen Kurs hält er bis Cocalzinho de Goiás bei, wo er südlich abdreht, parallel zur Bundesstraße BR-414 nach Corumbá de Goiás.
In seinem weiteren südlichen Verlauf erreicht er den Stausee Corumba IV und an der Grenze zu Abadiânia ändert er die Fließrichtung nach Südost und wird zum südlichen Grenzfluss der Gemeindegebiete von Corumbá de Goiás, Alexânia und Santo Antônio do Descoberto. Am rechtsseitigen Ufer befinden sich die Gemeinden Abadiânia, Silvânia und Luziânia. In diesem Abschnitt münden als linke, von Norden kommend, die Flüsse Riberão Congonhas, Riberão das Galinhas, Rio Areias, Rio Descoberto, Rio Alagado sowie als rechter Zufluss der Rio das Antas.
Nach der Talsperre westsüdwestlich der Stadt Luziânia durchquert er das Gemeindegebiet mit südsüdöstlicher Fließrichtung. An der Grenze zu Cristalina mündet von Norden kommend als größter Zufluss der Rio São Bartolomeu. Letzterer entwässert zusammen mit dem Rio Descoberto den Großteil des Distrito Federal.

Danach ändert er seine Fließrichtung nach Südwesten, welche er fortan bis zu seiner Mündung in den Rio Paranaíba beibehält, vorerst als Grenzfluss zwischen Orizona und Ipameri, dann zwischen Pires do Rio und Urutaí. Nahe dem südlichen Ende von Pires do Rio und nordöstlich von Caldas Novas mündet er in den Corumbá-Stausee mit der Gemeinde Ipameri im Osten. Kurz nach der Talsperre fließt er in den Itumbiara-Stausee, welcher die Grenze zwischen Corumbaíba im Osten und Caldas Novas, Marzagão, Água Limpa, Buriti Alegre im Westen bildet.